# Culicoides debilipalpis
Culicoides debilipalpis är en tvåvingeart som beskrevs av Lutz 1913. Culicoides debilipalpis ingår i släktet Culicoides och familjen svidknott. Inga underarter finns listade i Catalogue of Life.